# Sabagadis Woldu

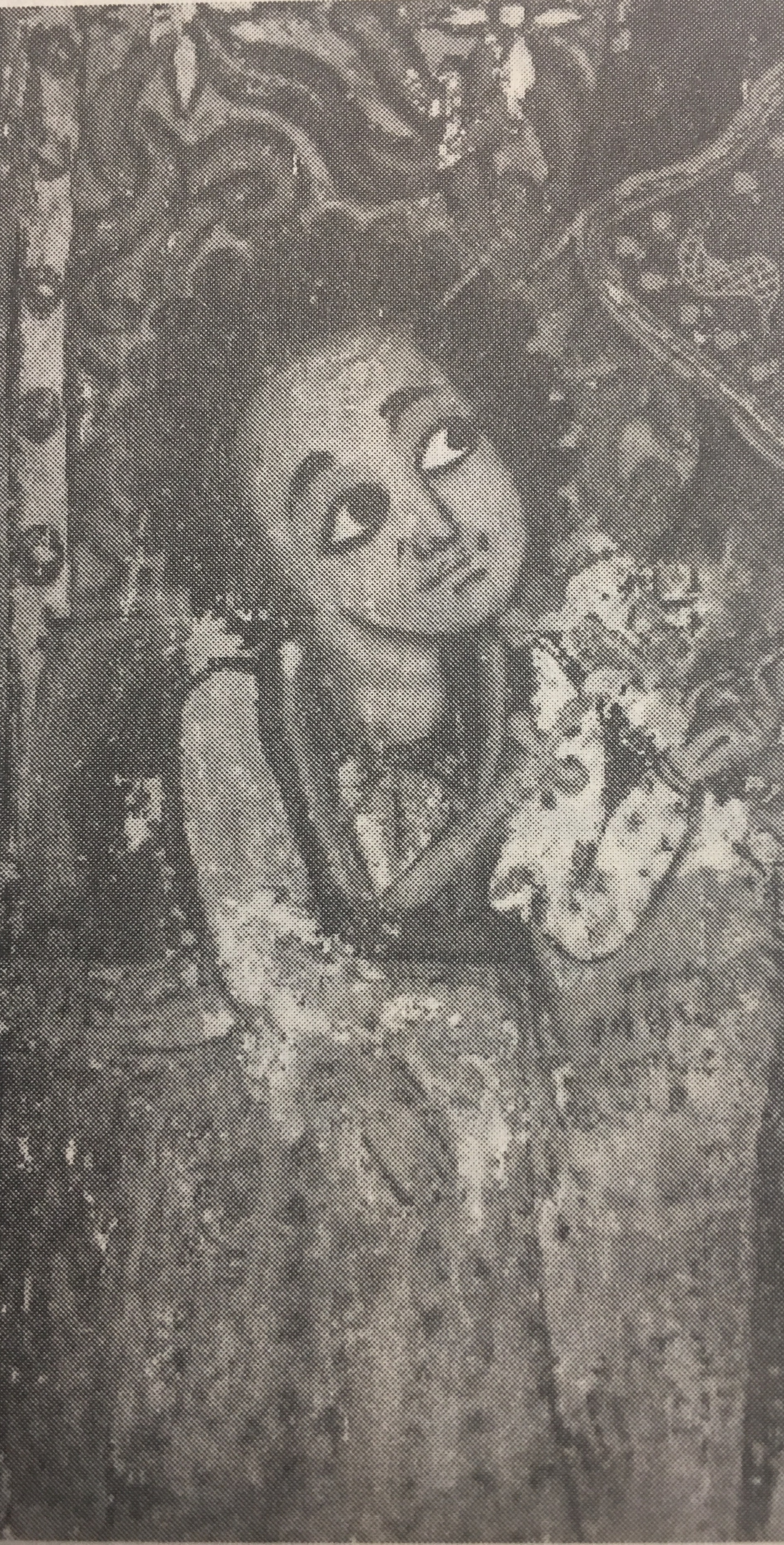
Sabagadis Woldu

Sabagadis Woldu (Tigrinya ሳባጋዲስ ዎልዱ; Kriegername: Abba Garray; Taufname: Za-Manfas Qedus; geboren um 1780, † 1831) war ein Gouverneur der Provinz Tigray des Kaiserreichs Abessinien von 1822 bis 1831. Sabagadis erlangte im ersten Jahrzehnt des 19. Jahrhunderts eine gewisse Bekanntheit, weil er mehrmals gegen seinen Oberherrn Ras Wolde Selassie rebellierte. Doch kurz vor Wolde Selassies Tod versöhnte er sich offenbar mit seinem Herrn und wurde einer seiner loyalen Heerführer. Nach Wolde Selassies Tod im Jahr 1816 widersetzte er sich der Autorität von Wolde Selassies Sohn und wurde der mächtigste Kriegsherr in Tigray. Er machte Adigrat zu seiner Hauptstadt und herrschte ab 1818 über Tigray und die Küstenebenen Eritreas. Seine Herrschaft erstreckte sich auch auf das eritreische Hochland (Hamasien, Akele Guzay - ምድረ ቡር und Seraye - ሰራዬ).

## Leben

### Jugend
Dejazmatch Sabagadis hatte tigrayische und irobische Abstammung, Sabagadis war der Sohn von Shum Agame Woldu Kumanit, der Agame vom Ende des 18. Jahrhunderts bis ins frühe 19. Jahrhundert regierte. Shum Agame Woldus Vermächtnis war der Aufstieg der Saho sprechenden lokalen Irob-Herrscher über die Tigrinya sprechenden Agame im 18. Jahrhundert. Nach dem Tod seines Vaters 1802 stritt Sabagadis mit seinen vier Brüdern um die jeweiligen Lehen. Sabagadis blieb während des Großteils der 1810er Jahre ein abtrünniger Anwärter. Er festigte seine Macht in Agame, indem er eine Reihe von Strafexpeditionen von Ras Wolde Selassie vereitelte. Im Jahr 1811 sammelte Sabagadis sogar mehrere Tigrinya sprechende Vasallen aus Adwa, Shire und Hamasien gegen die Ras. Mitte der 1810er Jahre unterstellte Sabagadis de facto ganz Agame seiner Herrschaft. Ras Wolde Selassie bestätigte daraufhin Sabagadis Autorität als Gegenleistung für die Anerkennung der Oberherrschaft des Ras.

### Aufstieg zur Macht
Nach dem Tod Wolde Selassies war Sabagadis einer der mächtigsten Häuptlinge, die die Nachfolge des Ras anstrebten. Er führte eine Reihe verheerender Kriege mit regionalen Konkurrenten und erlangte schließlich 1822 die Oberherrschaft über Tigray. Sabagadis regierte Tigray ein Jahrzehnt lang durch ernannte loyale Häuptlinge und Mitglieder seiner Familie.
Unter dem Titel Dejazmatch verfolgte er die Ambitionen seiner Vorgänger, die politische Vorherrschaft der Yejju Were Sheik Dynastie (Were Sheik Wollo) in Gondar zu verdrängen. Dies war insbesondere nach dem Tod von Ras Gugsa Mersa im Jahr 1825 der Fall. Zu diesem Zweck bat er um die britische Anerkennung sowie die Bereitstellung von Militärausbildern, Experten auf verschiedenen Gebieten und mehr Schusswaffen zur Verstärkung seiner Armee.
Sabagadis war überzeugt, dass Feuerwaffen unerlässlich seien, um die Macht der Wollo-Kavallerie zu neutralisieren. Daher investierte er viel Zeit und Mühe in deren Beschaffung und suchte europäische Hilfe beim Kauf; dazu gehörte auch die Bitte an Großbritannien – oder zumindest um Erlaubnis –, den Hafen von Massawa einzunehmen. Infolgedessen war Sabagadis einer der ersten Äthiopier, der in der Neuzeit versuchte, friedliche Beziehungen zu anderen Ländern aufzubauen. Infolgedessen galt er in den 1820er Jahren sowohl in Europa als auch in Äthiopien als Verfechter des Christentums.
Sabagadis gründete auch starke politische und militärische Bündnisse mit einigen prominenten regionalen Häuptlingen in Nordäthiopien, insbesondere Dejazmatch Wube Hailemariam von Semien (zeitweise sein Schwiegersohn), Wag Shum Kanfu von Lasta und Dejazmatch Goshu Zewde von Gojjam gegen den Yejju-Herrscher in Gondar, Ras Maruye Gugsa. Er präsentierte sich als Beschützer des Christentums und beschuldigte die Yejju-Herren, muslimische Agenten zu sein. Er strebte danach, der Ras Bitwoded und Beschützer der schwachen Könige in Gondar zu werden.
Drei seiner Briefe sind erhalten geblieben. In einem Brief an den Patriarchen von Alexandria, Papst Pétros VII, beschwert er sich über das Verhalten von Abuna Qerellos und fragt sarkastisch: „Haben Sie ihn geschickt, weil Sie Äthiopien hassten? Kannten Sie sein Verhalten nicht vorher und schickten ihn deshalb?“ („Was it because you hated Ethiopia that you sent him? Did you not know his conduct before, [and] so you sent him?“) Ein anderer Brief ist an König Georg IV. von Großbritannien gerichtet und bittet um „einhundert Kavalleristen, einen Zimmermann [und] einen Kirchenbauer, der in Ihrem Land so baut, wie Sie es tun“ („one hundred cavalrymen, a carpenter, [and] a church builder who will build the way [you do] in your country“).
Sabagadis hielt ständige Verbindung mit den bedeutendsten christlichen Fürsten in Äthiopien. Aufgrund seines Rufs bildete er eine Koalition mit den Herren von Gojjam, Lasta und Semien gegen Ras Marye von Yejju, den Enderase oder Regenten des Kaisers. Marye besiegte Dejazmach Goshu in Gojjam, marschierte mit dem Großteil seiner Armee nach Lasta, wandte sich dann schnell der Provinz Semien zu und griff Wube Haile Maryam an. Subagadis beobachtete die Schlacht an der Grenze zu Lasta und kam Wube anschließend nicht zu Hilfe. Wube zog es vor, sich Marye zu unterwerfen, anstatt ihm allein gegenüberzutreten. Marye beschloss, der Bedrohung durch Tigre ein Ende zu setzen. An der Spitze von Kontingenten aus Wollo, Yejju, Begemder und Amhara und nun (gewaltsam) unterstützt von den Armeen von Wube und Goshu, rückte Marye über den Tekezé-Fluss nach Tigray vor.
Weder Sabagadis Kontakte zum Ausland noch sein Militärbündnis mit Wube Hailemariam trugen Früchte. Bald darauf wurde er von einem erneuten Ausbruch ausgedehnter Kämpfe heimgesucht, die ganz Nordäthiopien erfassten. Maruya konnte Wube auf seine Seite ziehen, nachdem erste militärische Auseinandersetzungen zur Verwüstung seiner Provinz Semien geführt hatten. 1830 verwüstete Sabagadis Semien, nachdem er Wube besiegt und sogar aus seiner Festung „Amba Tazzan“ und „Amba Hay“ vertrieben hatte. Sabagadis zog sich anschließend nach Agame in Tigray zurück, nachdem er Wubes Rivalen und Halbbruder Dejazmatch Merso Hailemariam zu seinem Vertreter in Semien ernannt hatte.

### Untergang
Dieser Sieg veranlasste Maruye jedoch dazu, in Zusammenarbeit mit dem flüchtigen Wube einen energischen Feldzug gegen Tigray zu starten. Drei tigrayische Vasallen Sabagadis, darunter seine eigenen Schwiegersöhne Dejazmatch Sahlu von Haramat, Dejazmatch Gebre Mikael von Dera und Wedaj von Shire, sollen ebenfalls übergelaufen sein. Sie verschworen sich mit Wube und Maruye Gugsa gegen Sabagadis. Es wurde gesagt, Sabagadis habe den Rat nicht angenommen, in der Nähe von Adigrat auf den Einmarsch des Feindes in Tigray zu warten, wo Sabagadis’ Armee zahlreiche Vorteile gehabt hätte. Die beiden Streitkräfte trafen im Westen Tigrays in der Nähe des Tekezé zum Showdown aufeinander, und die Tigrayer wurden überwältigt und verloren die blutigste Schlacht des Zeitalters Zemene Mesafint. Die Armeen von Dejazmach Sabagadis und Ras Marye trafen am 14. Februar 1831 aufeinander und die Schlacht von Debre Abbay begann. Obwohl die Tigrayaner über die weitaus größere Anzahl an Schusswaffen verfügten, wurden die Schützen (mit Steinschlossflinten) schlecht eingesetzt und die Yejju-Kavallerie gewann das Feld nach einem blutigen Kampf. Die Schlacht von Debre Abbay endete mit der Gefangennahme und anschließenden Hinrichtung Sabagadis durch die Oromo-Soldaten, die den Tod ihres Anführers Maruye rächen wollten. Dori Gugsa trat die Nachfolge seines Bruders Maruye an und ernannte Wube über Tigray. Ras Sabagadis würde sich nur Ras Wube, seinem Schwiegersohn, ergeben. Wube übergab ihn pflichtbewusst Maryes Anhängern. Am 15. Februar schlugen sie Dejazmatch Hagos Subagadis zu Tode und richteten Sabagadis als Vergeltung für Maryes Tod hin. Seine sterblichen Überreste wurden später Berichten zufolge im Kloster Gunda Gunde beigesetzt.

## Vermächtnis
Sabagadis gründete auch neue Kirchen wie Atsbi Selassie in Atsbi Wenberta und Enda Medhanie Alem in Adwa und war eng mit dem Kloster Gunda Gunde verbunden, dessen Schirmherr er war. Seine Nachkommen herrschten über Agame bis zur Revolution 1974.
Fast ein Jahr nach seinem Tod beklagten die Menschen in allen Amhara-Provinzen den Verlust der Sabagadis, obwohl er ein Tigrayer war:

„Wehe! Sabagadis der Freund aller
 ist gefallen in Daga Shaha,
 durch die Hand von Aubeshat (d. h. Wube)!
 Ach! Sabagadis, die Stütze der Armen,
 ist gefallen in Daga Shaha, zappelnd in seinem Blut!
 Werden die Menschen dieses Landes es wohl gut finden,
 Ähren zu essen, die im Blut gewachsen sind?
 Wer wird sich an Michael vom November erinnern (um Almosen zu geben)?
 Mariam hatte ihn mit fünftausend Gallas getötet
 (ihn, d. h. denjenigen, der daran dachte, Almosen zu geben): Für ein halbes Brot, für einen Becher Wein,
Der Freund der Christen ist bei Daga Shaha gefallen.“

## Familie
Sabagadis Söhne waren Wolde Mikael, Hagos, Kahsay, Sebhat and Shum Agame Aragawi. Letzterer war aktiv an Machtkämpfen in Agame beteiligt. Eine Reihe weiterer Kinder werden für ihn beansprucht: Kassa, Balgada-Ar'aya (die 1838 gegen Wube und seinen älteren Bruder Wolde Mikael rebellierte und von ihnen besiegt wurde) und mehrere Töchter, darunter Dinqinash, die drei Jahre vor der Schlacht von Debre Abbay von ihrem Vater mit Ras Wube verheiratet wurde und vor Ras Wube für Gebre Egziabher, den Sohn von Wolde Silasse von Enderta, geflohen ist.